# Archisphex
Archisphex (лат., от др.-греч. ἀρχι- +σφήξ — старшая оса) — ископаемый род мелких сфекоидных ос из семейства Angarosphecidae из отложений мелового периода.

## История
Один из древнейших родов ос, возраст составляет более 100 млн лет (нижний мел).

## Распространение
Великобритания, Испания, Китай, Россия (Бурятия).

## Описание
Описаны только по крыльям.

## Классификация
Включает 6 ископаемых видов.
- Archisphex boothi Jarzembowski, 1987
- Archisphex crowsoni Evans, 1969typus
- Archisphex catalunicus (Ansorge, 1993) (=Cretosphex catalunicus)
- Archisphex curvus Rasnitsyn & Jarzembowski, 1998[4]
- Archisphex incertus Rasnitsyn, 1975 (=Cretosphex incertus)
- Archisphex proximus Rasnitsyn & Jarzembowski, 1998